# 汀州
汀州，唐朝时设置的州。
开元二十四年（736年）析福州、抚州置，治所最初在「新羅古城」（今福建省龙岩市上杭縣城北某處，一說是在該縣臨城鎮九州村），后移治所至长汀县（今属福建省龙岩市）。属江南东道。天宝、至德间改名临汀郡。《元和郡县志》汀州：“因长汀溪以为名。”辖境当今福建省武夷山脉以东，三明、永安、漳平、龙岩、永定等市县以西地区。大历后辖境东南部缩小，因為龍岩縣改屬漳州。

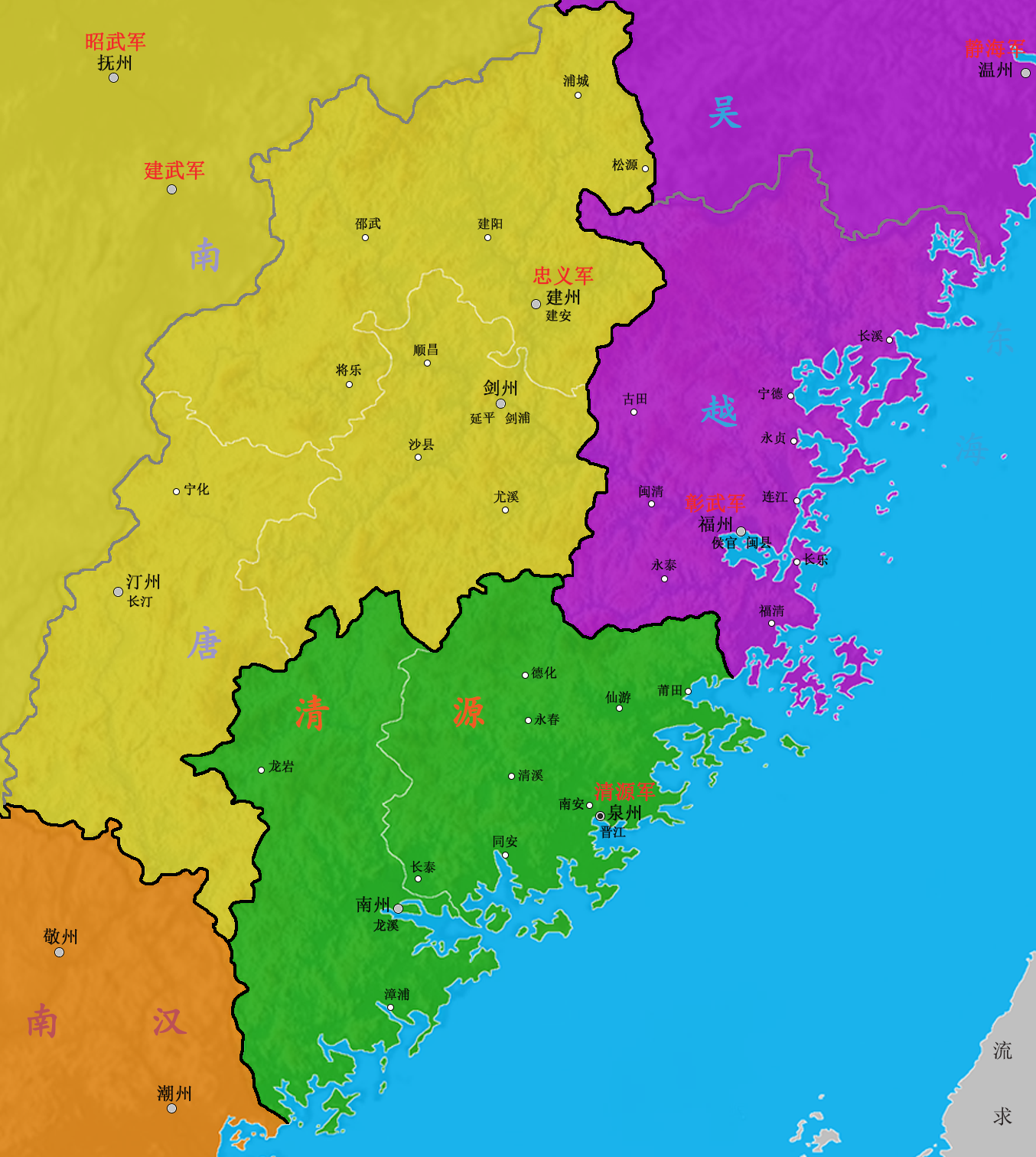
汀州（957年）

闽国时，陈本于此发动起义，规模达3万人。宋朝时，汀州属福建路。北宋時常每歲秋冬，田事既畢，往往數十百為群，持甲兵旗鼓，往來虔、汀、漳、潮、循、梅、惠、廣八州之地，所致劫人穀帛，掠人婦女，與巡捕吏鬪格，至殺傷卒吏，則起為盜。南宋时，丘文通、晏彪等人於此发动农民起义。元朝属福建道，至元十五年（1278年）升为汀州路。
| 唐朝汀州辖县 | 唐朝汀州辖县                                       |
| ------------ | -------------------------------------------------- |
| 736年        | 新罗县、长汀县、黄连县                             |
| 742年        | 新罗县（改名龙岩县）、长汀县、黄连县（改名宁化县） |
| 768年        | 长汀县（治所）、龙岩县、宁化县                     |
| 777年        | 长汀县、宁化县（龙岩县改属漳州，沙县来属）         |
| 884年        | 长汀县、宁化县、沙县                               |

唐朝汀州刺史
- 元自虚（开元年间）
- 临汀郡太守
- 林披（唐肃宗、唐代宗时）
- 陈剑（769年）
- 郑易（809年）
- 源寂（元和年间）
- 韩晔（815年—821年）
- 蒋防（824年）
- 张又新（827年）
- 牛僧孺（844年）
- 刘岐（大中年间）
- 孙瑝（870年—871年）
- 孙碧（咸通年间）
- 王绪（光启年间）
- 钟全慕（892年—907年）
- 汪武（900年，遥领）